# Roßwein
Roßwein település Németországban, azon belül Szászország tartományban. Lakosainak száma 7297 fő (2023. december 31.). Roßwein Döbeln és Kriebstein községekkel határos.

## Népesség
A település népességének változása:
| Lakosok száma | 7567 | 7564 | 7369 | 7355 | 7297 |
|               | 2017 | 2019 | 2021 | 2022 | 2023 |